# گدارد لیبرسون
گدارد لیبرسون (انگلیسی: Goddard Lieberson؛ ‏ ۵ آوریل ۱۹۱۱ – ۲۹ مهٔ ۱۹۷۷) آهنگساز و تهیه‌کننده موسیقی اهل ایالات متحده آمریکا بود. وی بین سال‌های ۱۹۴۹ تا ۱۹۷۷ میلادی فعالیت می‌کرد.
وی دانش‌آموختهٔ رشتهٔ موسیقی در مدرسه عالی موسیقی ایستمن و دانشگاه واشینگتن و از شاگردان جرج فردریک مک‌کی بود.
گدارد لیبرسون از سال ۱۹۵۶ تا ۱۹۷۱ و همچنین از ۱۹۷۳ تا ۱۹۷۵ میلادی، رئیس کلمبیا رکوردز بود و در سال ۱۹۶۴ میلادی رئیس انجمن صنعت ضبط موسیقی ایالات متحده آمریکا شد.